# Aricia lilliputana
Aricia lilliputana är en fjärilsart som beskrevs av Charles Oberthür 1916. Aricia lilliputana ingår i släktet Aricia och familjen juvelvingar. Inga underarter finns listade i Catalogue of Life.